# Brandon Hunter
Brandon Lamar Hunter (* 24. November 1980 in Cincinnati, Ohio; † 12. September 2023 in Orlando, Florida) war ein US-amerikanischer Basketballspieler. Nach einer erfolgreichen Basketballkarriere in der Collegeliga NCAA konnte sich Hunter nicht in der NBA etablieren. Ab 2006 spielte er in mehreren europäischen Ligen, neben drei Jahren in Italien auch eine Spielzeit (2011/12) für den BBC Bayreuth in der deutschen Basketball-Bundesliga.

## Karriere

### College (1999 bis 2003)
Nach seinem Abschluss an der Withrow High School in seiner Heimatstadt wechselte Hunter 1999 zum Studium an die Ohio University in Athens (Ohio), wo er für die Ohio Bobcats in der Mid-American Conference (MAC) der NCAA Division I spielte. In seiner vierjährigen Collegekarriere erzielte Hunter zahlreiche persönliche Bestleistungen nicht nur für die Bobcats, sondern auch innerhalb der gesamten MAC, in der er bis auf sein Freshman-Jahr dreimal hintereinander in das „First Team“ der fünf besten Spieler gewählt wurde. Mit über 2.000 erzielten Karrierepunkten und über 1.000 Rebounds gehört er zu einem vergleichsweise kleinen Kreis von Basketballspielern in der NCAA. Bei den Bobcats spielte er zusammen mit unter anderem den späteren Basketball-Bundesliga-Spielern Patrick Flomo und Steven Esterkamp. Eine Qualifikation für die landesweite Endrunde der NCAA gelang in diesen Jahren jedoch nie.

### NBA und CBA (2003 bis 2006)
Hunter wurde in der NBA Draft in der zweiten Runde 2003 an insgesamt 56. Stelle von den Boston Celtics ausgewählt. Als Rookie absolvierte er insgesamt 36 Saisonspiele mit etwas über zehn Minuten Einsatzzeit pro Spiel und war auch in den Play-offs beteiligt, als die Celtics in der ersten Runde gegen die Indiana Pacers ausschieden. Anschließend stellten ihn die Celtics für den Expansion Draft der Charlotte Bobcats zur Verfügung, die Hunter für ihre Premierensaison auch auswählten. Hier absolvierte er noch einmal bei leicht verringerter Einsatzzeit pro Spiel 31 Saisonspiele, bevor er zur folgenden Saison in einem Spielertausch an die Orlando Magic abgegeben wurde, die Hunter aber nicht mehr einsetzten. Dieser absolvierte die Spielzeit 2005/06 daher zunächst beim CBA-Klub Skyforce aus Sioux Falls, bevor er im Januar 2006 sein Heimatland verließ.

### Start in Europa in Italien (2006 bis 2009)
Im Januar 2006 bekam Hunter einen Kurzzeitvertrag beim europäischen Spitzenklub Panathinaikos Athen in Griechenland, für den er nur wenige Einsätze bestritt. Im März 2006 bekam er einen Vertrag für den Rest der Spielzeit beim italienischen Erstligisten Carpisa Basket aus Neapel. In der Play-off-Halbfinalserie um die Meisterschaft schied die Mannschaft gegen den Hauptrundenersten Climamio Bologna aus. Für die folgende Spielzeit wechselte er zum Ligakonkurrenten aus Livorno, das am Ende der Spielzeit nicht nur die sportlich schlechteste Bilanz aller Mannschaften aufzuweisen hatte, sondern wegen finanzieller Unregelmäßigkeiten noch zwei Punkte abgezogen bekam und als Tabellenletzter abstieg. Hunter legte jedoch mit knapp 15 Punkten und neun Rebounds im Schnitt wieder persönlich gute Statistiken für seine ansonsten sportlich erfolglose Mannschaft auf. Nach dem Ende der Spielzeit wurde er vom Ligakonkurrenten aus Biella verpflichtet, der den Einzug in die Play-offs um die Meisterschaft jedoch nicht wiederholen konnte, obwohl Hunters persönliche Statistiken in seiner neuen Mannschaft vergleichsweise stabil blieben. Er wechselte daraufhin zu Premiata Sutor Basket aus Montegranaro, das erstmals den Einzug in die Play-offs erreicht hatte. Mit Hunter blieb der Mannschaft dieser in der Spielzeit 2008/09 verwehrt. Im Sommer 2009 spielte Hunter in der Sommerliga Baloncesto Superior Nacional auf Puerto Rico für den Titelverteidiger Capitanes aus Arecibo.

### Israel, Türkei und Deutschland (seit 2009)
In der Spielzeit 2009/10 bekam Hunter dann einen Vertrag bei Hapoel Jerusalem in der israelischen Ligat ha’Al, das auf internationaler Ebene bis in das Viertelfinale des zweitwichtigsten europäischen Vereinswettbewerbs Eurocup 2009/10 vorstieß, wo man in den K.-o.-Spielen dem deutschen Erstligisten und späteren Finalisten Alba Berlin unterlag. Beim Ausscheiden im Viertelfinale war Hunter bester Korbschütze aller Spieler in dieser Runde und „Most Valuable Player“ der Viertelfinal-Hinrunde. In der israelischen Meisterschaft verlor man beim Final-Four-Turnier als Hauptrundenzweiter das Halbfinale gegen den späteren Überraschungsmeister Hapoel Gilboa Galil.
In der Spielzeit 2010/11 stand Hunter zunächst in der Türkiye Basketbol Ligi bei Aliağa Petkim GSK aus Izmir unter Vertrag. Diese Mannschaft hatte wegen ständiger Spielerwechsel kaum Erfolge. Hunter verließ den Verein Anfang März 2011 und wechselte nach Lettland zum BK Ventspils. Dieser Verein verlor jedoch Halbfinale und kleines Finale um den dritten Platz in der Baltic Basketball League gegen die litauischen Spitzenvereine Žalgiris Kaunas und Lietuvos rytas Vilnius sowie die lettische Meisterschafts-Finalserie gegen BK VEF Rīga. Im dritten europäischen Vereinswettbewerb EuroChallenge schied man in der Viertelfinalserie aus.
Für die Bundesliga-Spielzeit 2011/12 bekam Hunter dann einen Vertrag beim Vorjahresaufsteiger BBC Bayreuth, der erneut den Klassenerhalt erreichte. Hunter konnte die in ihn gesetzten Erwartungen mit knapp neun Punkten und sechs Rebounds pro Spiel nur bedingt erfüllen. In der Spielzeit 2012/13 war er dann erneut in Israel bei Hapoel Gilboa Galil im Nordosten des Landes unter Vertrag. Im Januar 2013 trennte man sich, Hunter schloss sich dem französischen Erstligisten Orléans Loiret an. Nach zwei Monaten folgte die erneute Trennung und Anfang April schloss sich Hunter dem Zweitligisten aus Évreux an. Zum Abschluss seiner Leistungssportlaufbahn spielte er in Uruguay.
Er starb am 12. September 2023 während der Ausführung von Hot-Yoga-Übungen.